# Rose Bowl Game
Rose Bowl Game – mecz pucharowy futbolu amerykańskiego na poziomie ligi uniwersyteckiej, zazwyczaj rozgrywany 1 stycznia na stadionie Rose Bowl w Pasadenie w Kalifornii. Rose Bowl został nazwany The Granddaddy of Them All (tłum. dziadek ich wszystkich), ponieważ jest najstarszym pucharem futbolu amerykańskiego. Rose Bowl po raz pierwszy odbył się w 1902 roku i jest rozgrywany corocznie od 1916 roku.

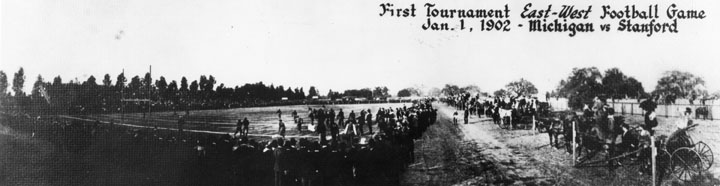
Zdjęcie z pierwszego meczu z cyklu Rose Bowl